# L'imprendibile signor 880
L'imprendibile signor 880 (Mister 880) è un film del 1950 diretto da Edmund Goulding.
La sceneggiatura di Robert Riskin fu tratta da un reportage di St Clair McKelway per il New Yorker, relativo ad un fatto realmente accaduto.

## Trama
Nella New York degli anni Trenta, il signor 880, dal numero del file a lui dedicato, si è costruito una solida reputazione come falsario, presso il Dipartimento del Tesoro, a dispetto della modesta entità del danno recato all'erario - circa 500 dollari l'anno, in banconote da 1 dollaro - e della grossolanità delle sue contraffazioni - modesta qualità di carta e cliché e addirittura un errore di ortografia sul retro delle banconote (Wahsington, invece di Washington). Nonostante l'eccezionale impiego di energie e denaro destinati al caso, egli, per dieci anni, è riuscito ad eludere le indagini.
Le ricerche condotte sulla pista delle banconote, portano l'agente della FBI, Buchanan, a fare la conoscenza di Ann, di professione interprete alle Nazioni Unite, trovata in possesso di due dollari falsi; e tra loro nasce una tenera relazione. È la donna ad intuire per prima l'identità del falsario, nella persona di Miller, mite artigiano di origini tedesche, noto a tutti come "l'Ammiraglio" per i suoi precedenti in Marina, e benvoluto dai ragazzi del quartiere, cui dispensa piccoli doni e gite al lunapark di Coney Island. Tuttavia, per compassione nei riguardi del vecchietto, non rivela all'amico i suoi sospetti.
Miller, avvertendo come il cerchio attorno a lui si stia stringendo, decide di sotterrare per sempre "Orazio", come confidenzialmente chiama il torchio, cui deve la possibilità di condurre una vita decorosa. Casualmente un ragazzo rinviene l'arnese e ciò conduce all'arresto del falsario. Grande è lo sconcerto del Dipartimento nello scoprire l'identità dell'imprendibile 880, che ora, a 73 anni, rischia una condanna sino a 15 anni. In tribunale, Buchanan, che tanto si era speso nella sua cattura, sarà determinante nell'ottenere la condanna minima a 1 anno, un giorno e un dollaro - possibilmente non falso - di ammenda.

## Riconoscimenti
- Golden Globe 1951
  - Miglior attore non protagonista (Edmund Gwenn)